# Zwergstrauch
Zwergstrauch (Lateinisch: Suffrutex) ist der volkstümliche Sammelbegriff für verschiedene verholzende, ausdauernde Pflanzen. Er wird vor allem für sehr niedrig wachsende Sträucher, Halbsträucher und Büsche (bis 100 cm) verwendet. Zwergsträucher sind charakteristisch für Phrygana und Garrigue, die manchmal auch unter dem Begriff (suptropische) Zwergstrauchvegetation zusammengefasst werden.
Zwergsträucher wie Heidelbeeren treten oft flächendeckend als dominante Vegetation der gleichnamigen Zwergstrauchtundren und als Unterwuchs borealer Nadelwälder auf.

## Botanische Klassifikation
Nach den botanischen Klassifikationen zählen ganz verschiedene Pflanzentypen zu den „Zwergsträuchern“. Gemeinsam ist ihnen im Allgemeinen die Wuchsform mit holzigen Sprossachsen, verwandte Arten in „Normalgröße“, sowie das Vorkommen in extremen Lebensräumen wie Tundra (Zwergstrauchtundra), Hochgebirge (Zwergstrauchheiden), und Wüste (Zwergstrauchhalbwüste). Zu den Zwergsträuchern werden nach der Raunkiær-Klassifikation Chamaephyten, Hemikryptophyten und sicherlich noch einige Nanophanerophyten gezählt. Zwergsträucher sind oft charakteristisch für die Biotoptypen, in denen sie wachsen.

## Verwendung als Zierpflanzen
Zwergsträucher werden bei der Gartengestaltung beispielsweise im Vorgarten, Bauerngarten und Steingarten gepflanzt und können auch als Bodendecker fungieren. Im Pflanzenhandel wird die Bezeichnung „Zwergsträucher“ in einem weiteren Sinn und oft sogar irreführend benutzt.

## Arten (Auswahl)
Charakteristisch Arten sind (zufällige Auswahl):
einige Arten der Familie Heidekrautgewächse, beispielsweise Krähenbeeren, Quirlblättrige Heide (Erica manipuliflora); Zwerg-Birke, Kraut-Weide, Zwergmispeln, Lavendel, Dorniger Ginster (Genista acanthoclada), Behaarter Stechginster (Calicotome villosa), Dornbusch-Wolfsmilch (Euphorbia acanthothamnos)